# Sequeros
Sequeros è un comune spagnolo di 254 abitanti situato nella comunità autonoma di Castiglia e León.